# Saint-Martin-de-Cenilly
Saint-Martin-de-Cenilly is een gemeente in het Franse departement Manche (regio Normandië) en telt 206 inwoners (1999). De plaats maakt deel uit van het arrondissement Coutances.

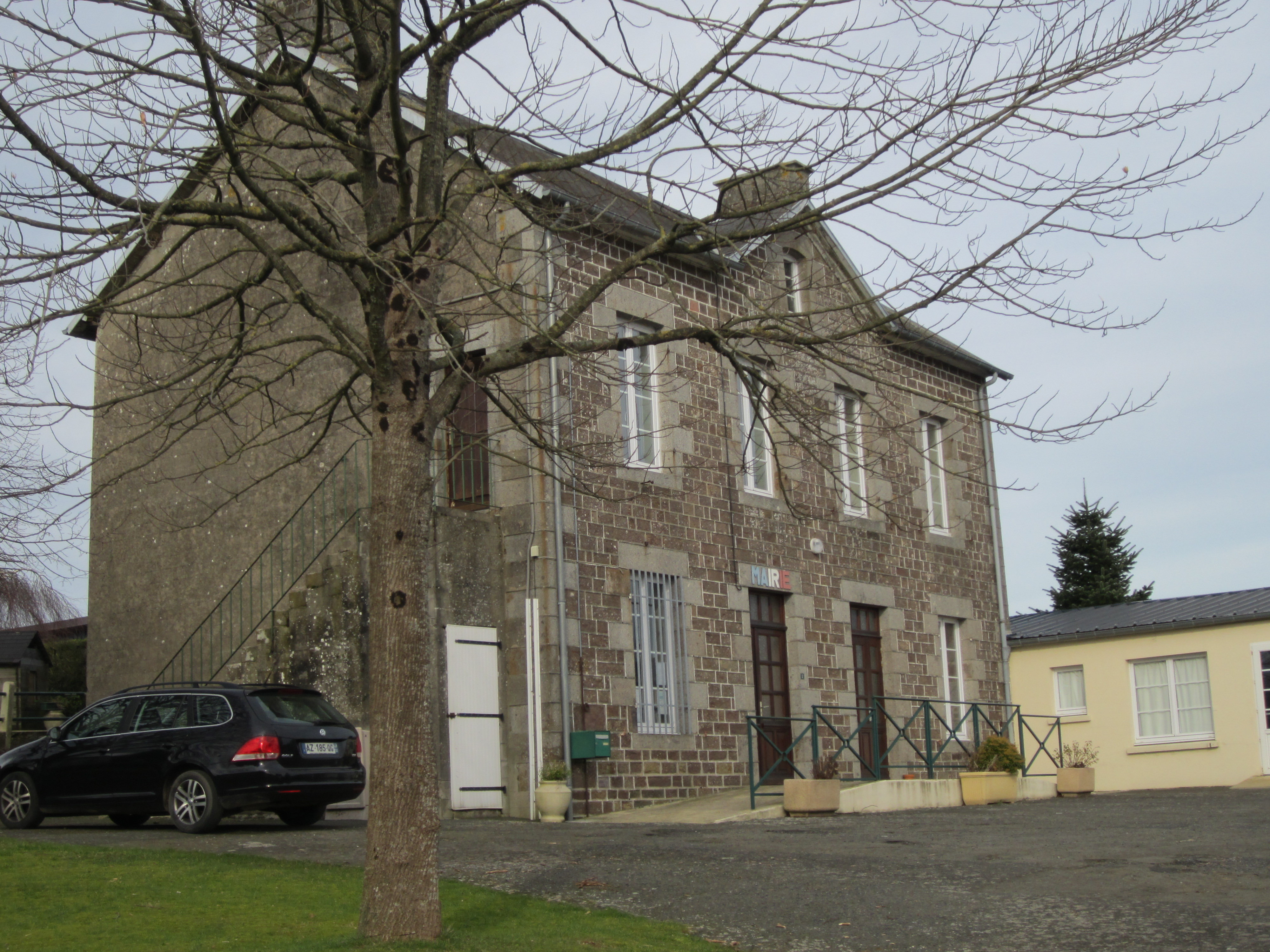
Gemeentehuis
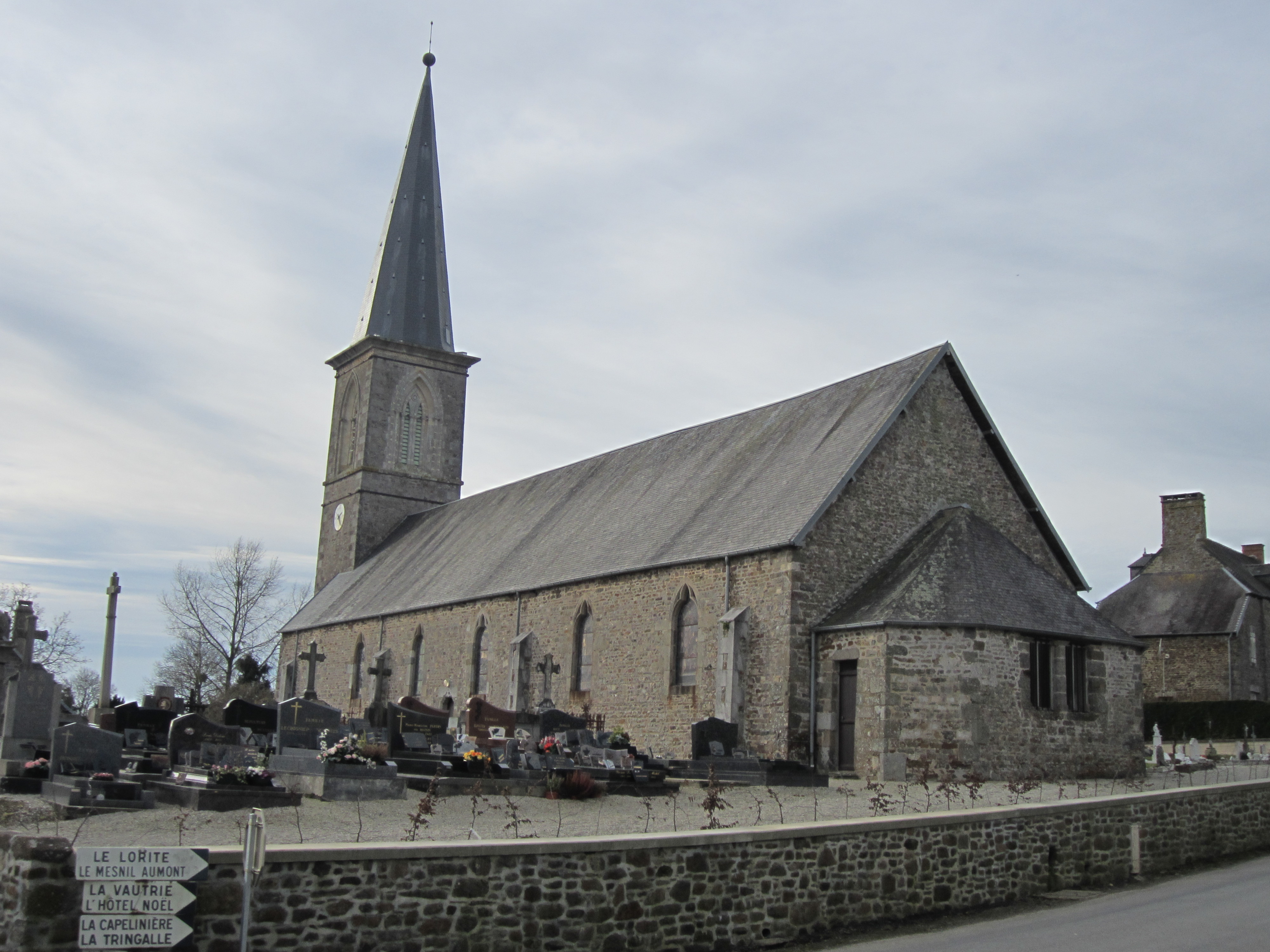
Kerk van Saint-Martin-de-Cenilly

## Geografie
De oppervlakte van Saint-Martin-de-Cenilly bedraagt 6,7 km², de bevolkingsdichtheid is 30,7 inwoners per km².
De onderstaande kaart toont de ligging van Saint-Martin-de-Cenilly met de belangrijkste infrastructuur en aangrenzende gemeenten.

## Demografie
Onderstaande figuur toont het verloop van het inwonertal (bron: INSEE-tellingen).

1. ↑  Populations de référence 2022.